# رئیس‌جمهور رمانتیک
رئیس‌جمهور رمانتیک (انگلیسی: The Romantic President; کره‌ای: 피아노 치는 대통령) یک فیلم محصول کره جنوبی در سال ۲۰۰۲ به کارگردانی جون مان به و با بازی آن سونگ کی، چوی جی وو و ایم سو جونگ است.

## بازیگران
- آن سونگ کی در نقش هان مین ووک
- چوی جی وو در نقش چوی اون جو
- ایم سو جونگ در نقش یونگ هی
- لی جانگ سوک در نقش ها رین
- کیم سونگ گیوم در نقش مدیر مدرسه
- لی جانگ سو در نقش شین کوانگ به
- لی سه می در نقش لی سو جونگ
- هوانگ گیو ریم
- پارک جی اون
- کیم هیونگ ایل در نقش رئیس بادیگاردهای رئیس‌جمهور
- کیم این مون در نقش میخانه دار
- لی بوم سو در نقش مرد در ایستگاه مترو (حضور افتخاری)
- چوی یی سو